# Norwood Court
Norwood Court ist eine Town im St. Louis County im US-Bundesstaat Missouri. Das U.S. Census Bureau hat bei der Volkszählung 2020 eine Einwohnerzahl von 890 ermittelt.

## Geographie
Die Koordinaten von Norwood Court liegen bei 38°42'44" nördlicher Breite und 90°17'21" westlicher Länge.
Nach Angaben der United States Census 2010 erstreckt sich das Stadtgebiet von Norwood Court über eine Fläche von 0,34 Quadratkilometer (0,13 sq mi). Das komplette Stadtgebiet befindet sich an Land.
Norwood Court grenzt im Westen an Normandy, im Norden und Osten an Jennings und im Süden an Pasadena Hills und Northwoods.

## Bevölkerung
Nach der United States Census 2010 lebten in Norwood Court 959 Menschen verteilt auf 530 Haushalte und 210 Familien. Die Bevölkerungsdichte betrug 2680 Einwohner pro Quadratkilometer (7376,9/sq mi).
Die Bevölkerung setzte sich 2010 aus 4,1 % Weißen, 94,2 % Afroamerikanern, 0,1 % amerikanischen Ureinwohnern, 0,1 % Asiaten, 0,3 % aus anderen ethnischen Gruppen und 1,3 % mit zwei oder mehr Ethnien zusammen. Bei 0,4 % der Bevölkerung handelte es sich um Hispanics oder Latinos. Von den 530 Haushalten lebten in 24,5 % Familien mit Kindern unter 18, in 11,9 % der Haushalten lebten verheiratete Paare ohne Kinder und in 8,1 % der Haushalten lebten Personen über 65 alleine.
Von den 959 Einwohnern waren 21,7 % unter 18 Jahre, 10,9 % zwischen 18 und 24 Jahren, 41,2 % zwischen 25 und 44 Jahren, 18,2 % zwischen 45 und 64 Jahren und in 8,0 % der Menschen waren 65 Jahre oder älter. Das Durchschnittsalter betrug 31 Jahre und 46,0 % der Einwohner waren männlich.
Das mittlere jährliche Einkommen eines Haushalts lag im Jahr 2000 bei 28.375 USD. Das Pro-Kopf-Einkommen betrug 19.684 USD. 13,0 % der Familien und 13,9 % der Einwohner lebten unterhalb der Armutsgrenze.

## Belege
1. ↑  Explore Census Data Total Population in Norwood Court town, Missouri. Abgerufen am 2. Februar 2023.
2. ↑   United States Census
3. ↑   American Fact Finder